# Нестеров, Сергей Владимирович
Сергей Владимирович Нестеров — российский учёный в области линейной теории гравитационных волн, доктор физико-математических наук, профессор, заслуженный деятель науки РФ.

## Биография
Родился 11 июня 1936 года.
Окончил физический факультет МГУ им. М. В. Ломоносова (1958).
Работает в Институте проблем механики им. А. Ю. Ишлинского АН СССР (РАН), с 1 марта 1980 г. главный научный сотрудник Лаборатории моделирования в механике деформируемого твердого тела. В 1990-е гг. заместитель директора по науке.
Доктор физико-математических наук с 1973 года. Диссертация:
- Исследования по линейной теории гравитационных волн : диссертация … доктора физико-математических наук : 01.04.12. — Москва, 1972. — 220 с. : ил.

Утверждён в звании профессора 25 января 1978 г.
Автор более 180 статей в области гидродинамики и теории нелинейных колебаний. Соавтор и редактор монографии:
- Методы, процедуры и средства аэрокосмической компьютерной радиотомографии приповерхностных областей Земли : монография / Отв. ред. Нестеров С. В. и др. — Москва : Науч. мир, 1996. — 271 с. — ISBN 5-89176-007-X

Заслуженный деятель науки РФ (1999).